# Castlerea (stacja kolejowa)
Castlerea (ang: Castlerea railway station) – stacja kolejowa w miejscowości Castlerea, w hrabstwie Roscommon, w Irlandii. Znajduje się na linii Dublin – Westport/Galway Została otwarta w 1860 roku. 
Stacja jest zarządzana i obsługiwana przez Iarnród Éireann.

## Linie kolejowe
- Dublin – Westport/Galway